# 홍등가

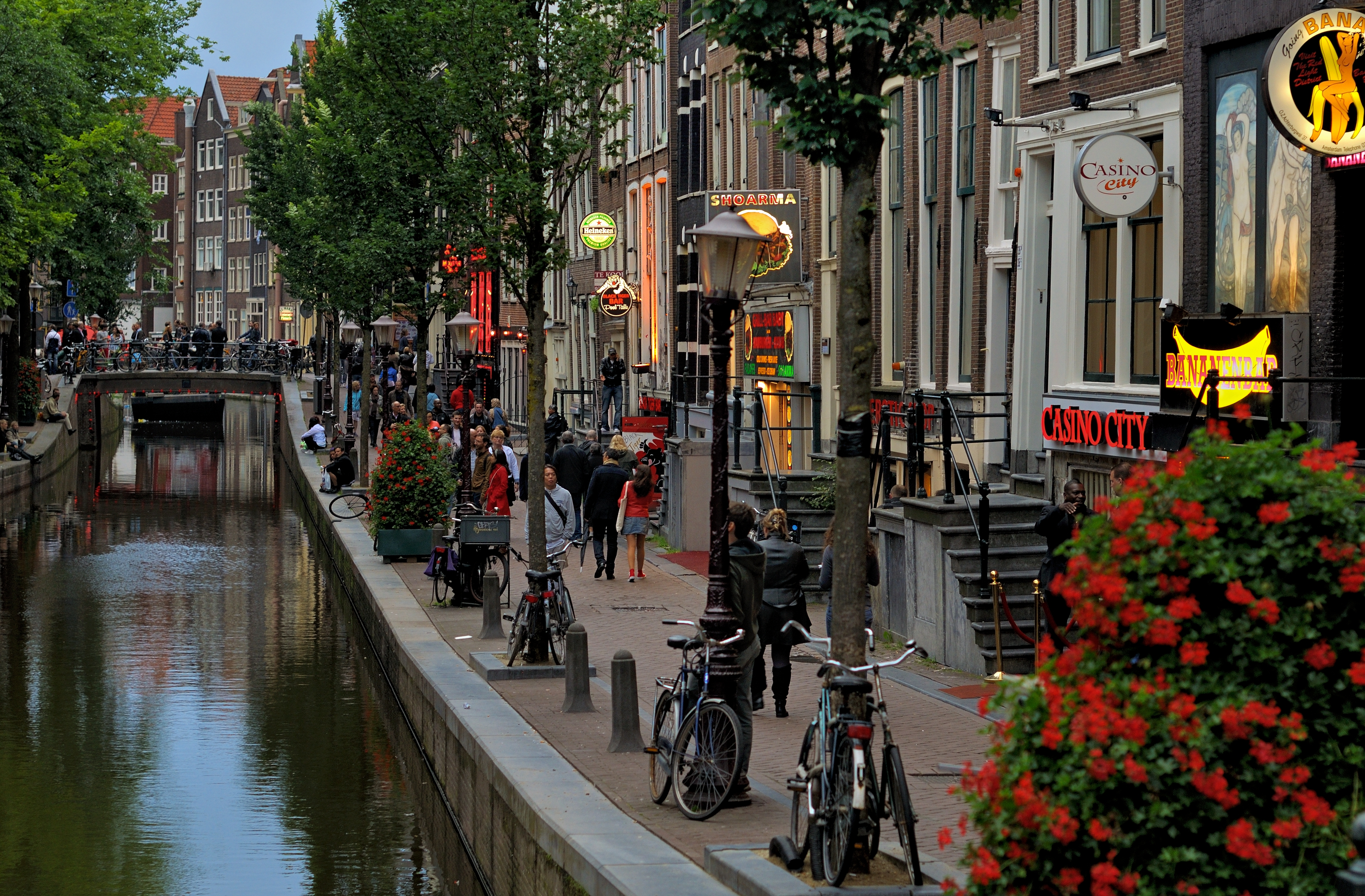
암스테르담의 홍등가인 드 왈렌은 국제적으로 유명하며 도시의 주요 관광 명소 중 하나이다. 그것은 합법적인 매춘과 마리화나를 파는 많은 커피숍을 제공한다.

홍등가(紅燈街, 영어: red-light district) 또는 환락가(歡樂街, 영어: pleasure district)는 붉은 등이 켜져 있는 거리라는 뜻으로, 유곽이나 창가(娼家) 따위가 늘어선 거리를 이르는 말이다. 성인 극장, 성인용품점, 스트립 클럽 등 성 산업의 중심이 되는 거리를 말하기도 한다. 윤락가(淪落街), 사창가(私娼街), 공창가(公娼街), 집창촌(集娼村), 창녀촌이라고 부르기도 하며 각 단어별로 뜻이 조금씩 다르다. 남성을 상대로 성매매 여성이 영업하는 홍등가와 대비되는 것으로 여성을 상대로 성매매를 하는 남성이 영업하는 호스트바가 있다.